# Spend the Night
Albums de The Donnas
The Donnas Turn 21 Gold Medal
Spend the Night est le cinquième album du groupe américain The Donnas paru en 2002.

## Liste des chansons
Toutes les chansons ont été composées par le groupe.
1. "It's on the Rocks" – 2:54
2. "Take it Off" – 2:40
3. "Who Invited You" – 3:30
4. "All Messed Up" – 3:11
5. "Dirty Denim" – 3:26
6. "You Wanna Get Me High" – 2:55
7. "I Don't Care (So There)" – 2:47
8. "Pass it Around" – 3:27
9. "Too Bad About Your Girl" – 2:50
10. "Not the One" – 2:46
11. "Please Don't Tease" – 2:51
12. "Take Me to the Backseat" – 2:22
13. "5 O'Clock in the Morning" – 4:13
14. "Big Rig" - 3:05

## Membres
The Donnas
- Donna A. - Chant
- Donna C. - percussion, Batterie, Chœurs
- Donna F. - Basse, Chœurs
- Donna R. - Guitare, Chœurs

Personnels additionnel
- The Hellacopters - Chœurs